# آوریو
آوریو (به فرانسوی: Avrieux) یک کمون در فرانسه است که در ساووآ واقع شده‌است. آوریو ۳۷٫۸۵ کیلومتر مربع مساحت دارد.

## خواهرخوانده
شهر پیدیکاوالو خواهرخواندهٔ آوریو هست.